# Alansmia alfaroi
Alansmia alfaroi är en stensöteväxtart som först beskrevs av Donn.Sm., och fick sitt nu gällande namn av Moguel och M. Kessler. Alansmia alfaroi ingår i släktet Alansmia och familjen Polypodiaceae. Inga underarter finns listade.